# Kohlmeyeriella tubulata
Kohlmeyeriella tubulata är en svampart som först beskrevs av Jan Kohlmeyer, och fick sitt nu gällande namn av E.B.G. Jones, R.G. Johnson & S.T. Moss 1983. Kohlmeyeriella tubulata ingår i släktet Kohlmeyeriella och familjen Lulworthiaceae.   Inga underarter finns listade i Catalogue of Life.